# 扎赉特部
扎赉特部，又译札赖特，是明代、清朝蒙古部落。据《满洲地名考》：“扎赉”为洼地之意，与札剌亦儿部同名。
成吉思汗长弟拙赤合撒儿16世孙阿敏（曾祖父图美尼雅哈齐、祖父奎蒙克塔斯哈喇、博第达喇第五子）号所部号称扎赉特。
后金天命十一年（1626年），阿敏子蒙衮随科尔沁部首领奥巴（博第达喇长子齐齐克之孙）归附努尔哈赤。清顺治五年（1648年），授其子色棱札萨克多羅貝勒，编为一旗，为科尔沁右翼，属哲里木盟。今内蒙古自治区兴安盟有扎赉特旗。